# Apoderaeocoris
Apoderaeocoris is een geslacht van wantsen uit de familie van de Miridae (Blindwantsen). Het geslacht werd voor het eerst wetenschappelijk beschreven door Nakatani in Yasunaga & Takai.

## Soorten
Het genus bevat de volgende soort:

- Apoderaeocoris decolatus Nakatani, Yasunaga & Takai, 2000